# Rasmus Bakkevig
Rasmus Bakkevig (31 gennaio 2005) è uno sciatore alpino norvegese.

## Biografia
Rasmus Bakkevig, attivo dall'ottobre del 2021, in Coppa Europa ha esordito il 21 dicembre 2023 a Valloire in slalom gigante (37º), ha conquistato il primo podio il 24 gennaio 2025 a Turnau nella medesima specialità (3º) e la prima vittoria il giorno dopo nella stessa località sempre in slalom gigante; ha debuttato in Coppa del Mondo il 1º marzo dello stesso anno a Kranjska Gora in slalom gigante, senza completare la prova, e ai successivi Mondiali juniores di Tarvisio 2025 ha vinto la medaglia d'argento nella medesima specialità. Non ha preso parte a rassegne olimpiche o iridate.

## Palmarès

### Mondiali juniores
- 1 medaglia: 
  - 1 argento (slalom gigante a Tarvisio 2025)

### Coppa del Mondo
- Miglior piazzamento in classifica generale: 129º nel 2025

### Coppa Europa
- Miglior piazzamento in classifica generale: 32º nel 2025
- 3 podi:
  - 1 vittoria
  - 2 terzi posti

#### Coppa Europa - vittorie
| Data            | Località | Paese   | Specialità |
| --------------- | -------- | ------- | ---------- |
| 25 gennaio 2025 | Turnau   | Austria | GS         |

Legenda:

GS = slalom gigante